# Bernhard Sprute

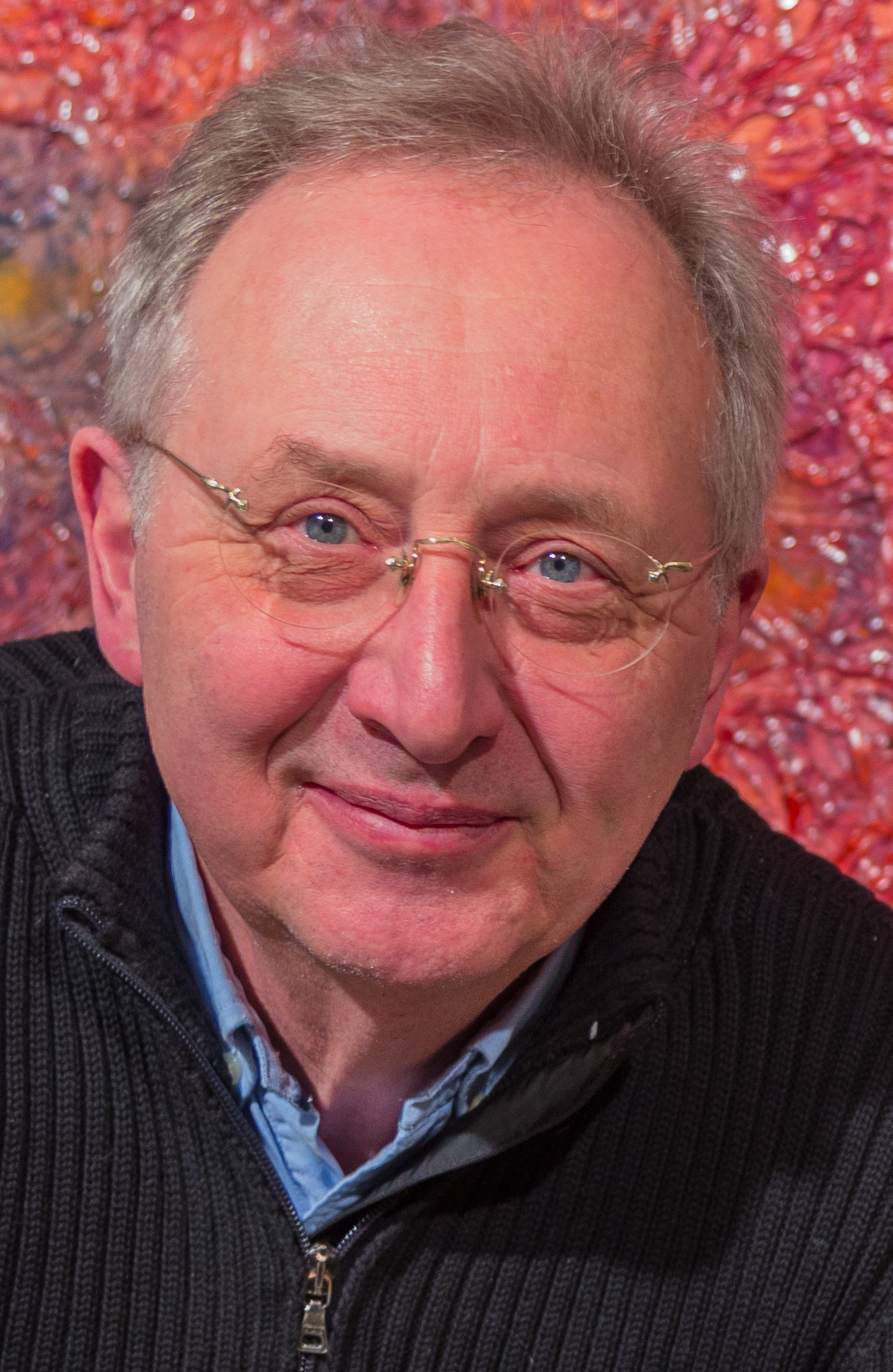
Bernhard Sprute, 2018

Bernhard Sprute (* 15. Dezember 1949 in Detmold) ist ein deutscher bildender Künstler.

## Leben
Bernhard Sprute wuchs in der Nähe von Detmold auf einem Bauernhof auf. Er studierte zunächst von 1969 bis 1971 an der Universität Paderborn Kunst- und Werkerziehung. Von 1974 bis 1978 folgte ein Studium der Kunst und Kunstwissenschaft an der Staatlichen Kunstakademie – hier als Meisterschüler von Timm Ulrichs – und an der Westfälischen Wilhelms-Universität Münster.
Er unterrichtete seit 1979 am Immanuel-Kant-Gymnasium Bad Oeynhausen das Fach Kunst und betätigte sich zudem seit 1980 als Fachleiter am Studienseminar Minden. Außerdem hatte er Lehraufträge an der Staatlichen Kunstakademie in Münster sowie an der Hochschule Ostwestfalen-Lippe.
Seit 1983 ist er mit der Philosophie- und Deutschlehrerin sowie Kunsthistorikerin Rosemarie Sprute verheiratet, die ebenfalls künstlerisch tätig ist. Das Ehepaar hat zwei erwachsene Töchter.

## Künstlerische Ausdrucksweise, (Mal-)Technik und Motivkreise

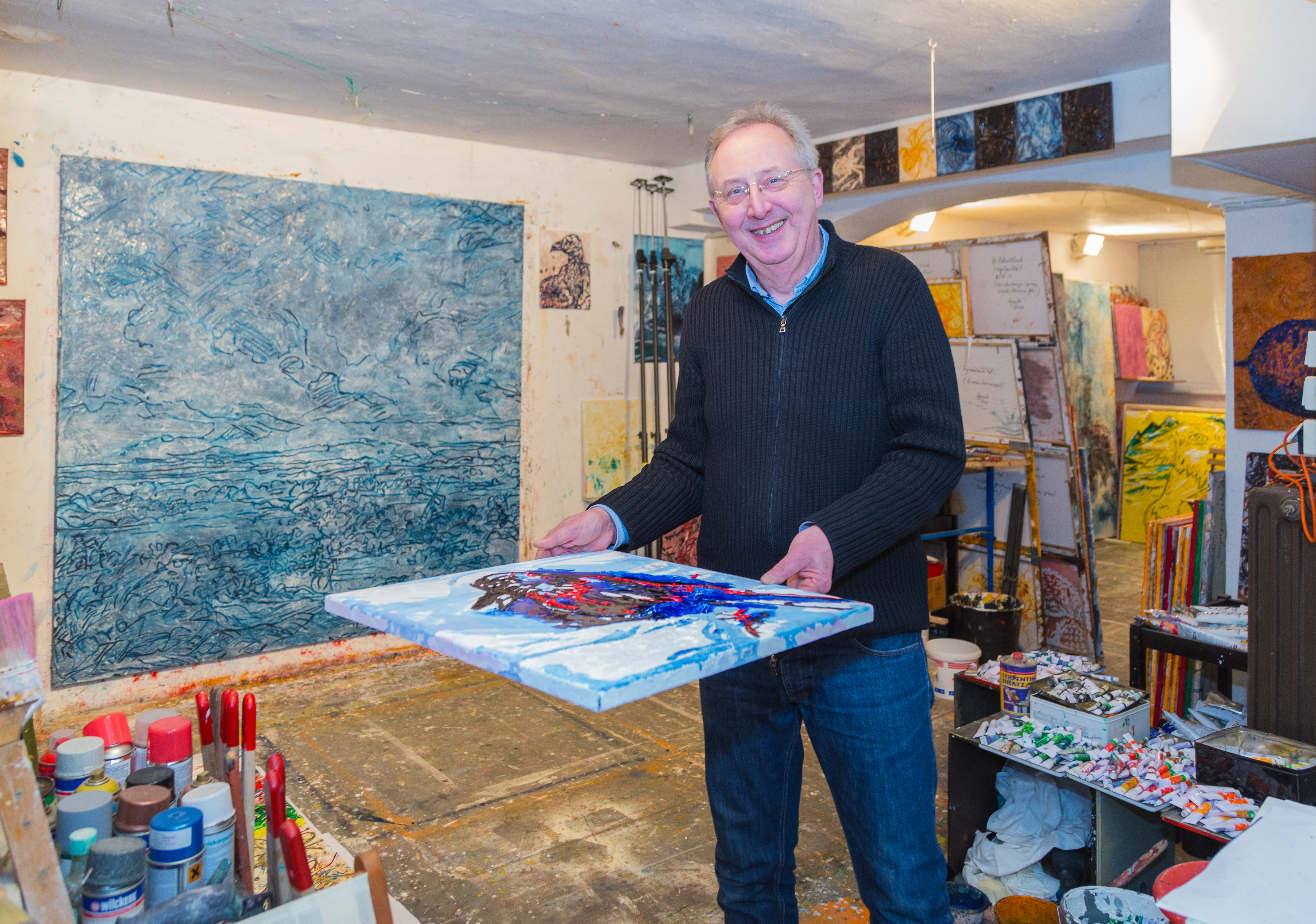
Bernhard Sprute in seinem Atelier in Bad Oeynhausen (2018).

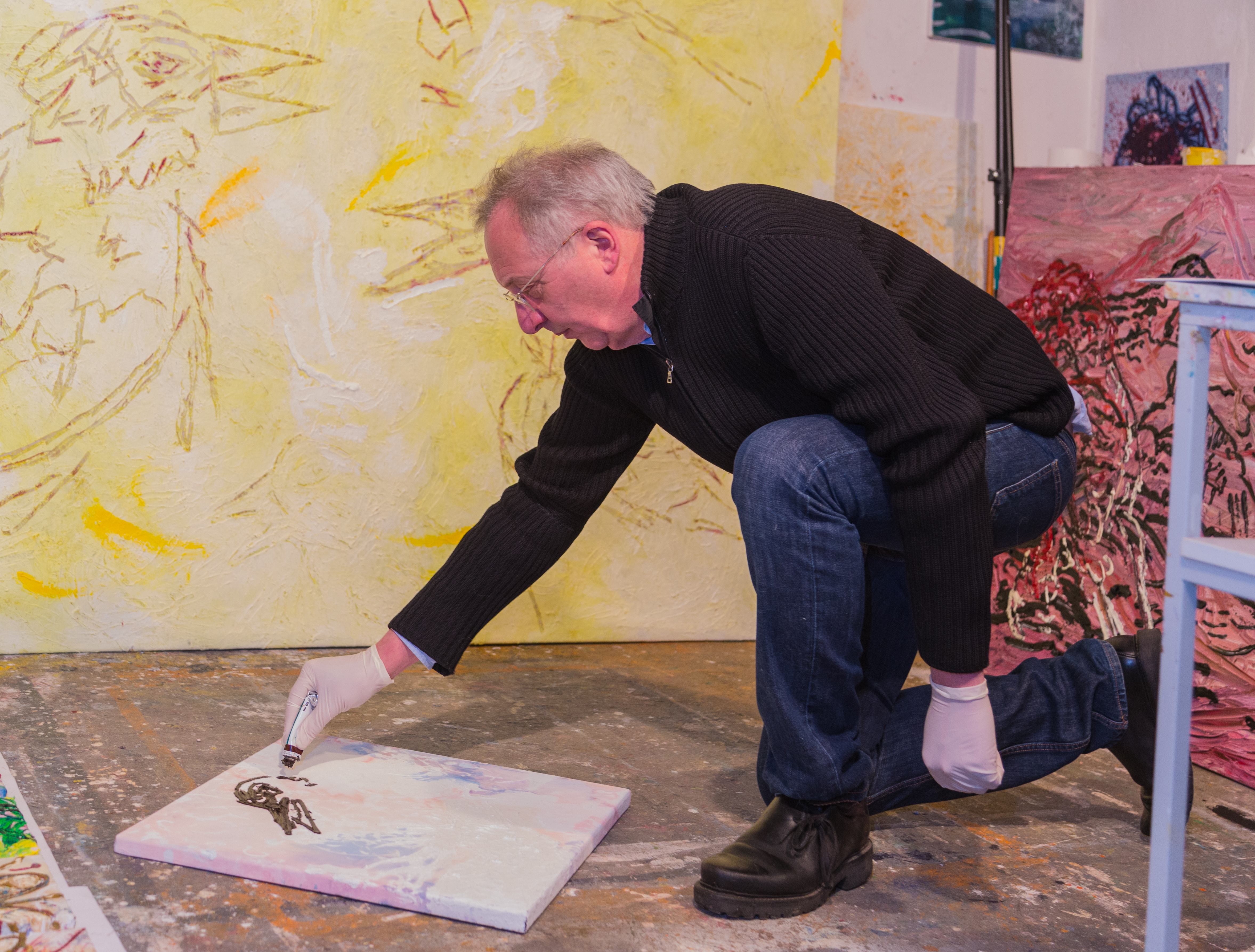
Direkt aus der Tube: Bernhard Sprute malt an seinem Bild Vogelporträt mit Hirsch (2018).

Seit 1982 ist Bernhard Sprute in einem eigenen Atelier in Bad Oeynhausen tätig. Während er in den ersten Jahren seines künstlerischen Schaffens vorrangig auch Zeichnungen und künstlerische Fotografien anfertige und teilweise in von ihm so genannten Schautafeln miteinander verband, liegt der Schwerpunkt seiner Arbeit seit Ende der 1980er Jahre auf der Malerei. Er hat auf Tuch ebenso gemalt wie auf Leinwand und Karton. Gelegentlich gestaltet Sprute auch Skulpturen und Installationen.
Bei seinen Bildern arbeitet Bernhard Sprute mit Materialien, die eigentlich untereinander nicht verträglich sind und sich gegenseitig abstoßen. Er kombiniert Ölfarben, die er direkt mit der Tube aufträgt, mit flüssiger Beize, Dispersionsfarben sowie Farb- und Grafitstiften.  Diese Farbmaterialien arrangieren sich jedoch nach einer gewissen Zeit. Aus diesem Grund entstehen Sprutes Werke allerdings nicht an einer Staffelei, sondern auf dem Boden oder einer anderen planen Unterlage. Um den direkteren malerischen Ausdruck zu finden, malt Sprute in der Regel zwar direkt mit der Farbtube, nutzt zum Verteilen der Farbe aber auch seine Hände. Den Pinsel meidet er hingegen weitestgehend und nutzt ihn fast ausschließlich zum behutsamen Verteilen der Beize. Daneben verwendet er Lacke und Montagekleber, experimentiert auch mit Sand, Salzen und Mörtel.
Eine Besonderheit der Bilder Sprutes ist, dass sie vielfach aus verschiedenen, sich überlagernden Einzelbildern aufgebaut sind. Dabei überlagern neue Eindrücke die alten, eine Form wird von einer neuen Farbschicht zum Teil verdeckt oder verschwindet ganz darunter. Teilweise trägt der Maler hierfür bis zu 15 unterschiedliche Schichten auf. Das Ergebnis ist nur scheinbar chaotisch, der Künstler gibt in seinen Bildern, auch wenn es auf den ersten Blick nicht so aussieht, nachvollziehbare Ordnungsprinzipien vor. Beim fertigen Bild ist es dann Aufgabe des Betrachters, die einzelnen Segmente aufzufinden und in ihrer Beziehung zueinander zu interpretieren.
Aufgrund seiner Malweise und der Natur der verwendeten Materialien, die nach dem Auftragen jeweils ausgedehnte Trocknungszeiten benötigen, arbeitet Bernhard Sprute häufig lange an einem Bild und dann an bis zu zehn Werken gleichzeitig. So entstehen jeweils ganze Bilderserien zu einem Themenkomplex. So hat sich der Künstler beispielsweise im Jahr 2008 intensiv mit dem Thema „Schlaf“ auseinandergesetzt. 2003/2004 entstanden mehrere Bilder mit dem Titel Rückkehr des röhrenden Hirschen, und ebenfalls 2004 mehrere Wespenporträts. Verschiedenste Insekten – namentlich Bienen, Käfer und Schwebfliegen – sind ohnehin regelmäßig Gegenstand seiner Bilder, ebenso wie allerlei Vögel und Berge,  beispielsweise das Matterhorn.  2013 und 2014 schuf Sprute mehrere Bilderzyklen mit Spinnenmotiven – auch, um der weit verbreiteten Arachnophobie künstlerisch etwas entgegenzusetzen.
Phänomene der Natur bilden einen besonderen Themenschwerpunkt im Werk Sprutes. In seinen Bildern verarbeitet er seine tiefgreifenden Kindheitserlebnisse in der Natur und relativiert diese mit seinen Erwachsenenerfahrungen. Dabei vereinfacht der Künstler die Formen der abgebildeten Tiere und Pflanzen. Mit seinen Formabstraktionen will Sprute Assoziationsebenen eröffnen. Bei aller Abstraktion legt er in vielen Bildern jedoch ausdrücklich Wert darauf, dass die jeweils dargestellte Gattung oder Art dennoch exakt erkennbar bleibt. Ein weiteres, für ihn typisches Gestaltungsmittel ist, dass er in seinen Bildern zumeist nur Ausschnitte wiedergibt. Diese können vom Betrachter gedanklich zu allen Seiten weitergeführt werden.
Seine Bilder bezeichnet Sprute selbst als „malerische Untersuchungen“. Er möchte damit Strukturzusammenhänge aufzeigen. Ihm geht es in seinen Werken um ein Erkennen von Systemen, der Kommunikation, speziell der Korrespondenz zwischen Mensch und Natur. Seine ab Beginn der 2010er Jahre entstandenen Bilderzyklen Unruhige Tiere deutet er selbst beispielhaft für das Menschsein, als Seismograph des umtriebigen Menschen. Indem er Abfolgen von scheinbar Gegensätzlichem, wie Tag und Nacht oder  Ruhe und Unruhe, verbildlicht, will er das Prinzip der Harmonie der Gegensätze vermitteln. In diesem Zusammenhang ist ihm der Begriff des Sozialen Systems wichtig.
Neben der Natur lässt sich Sprute auch immer wieder von bedeutenden Werken der Kunstgeschichte inspirieren und setzt sich künstlerisch mit ihnen auseinander. So schuf er seit 2008 mehrere Madonnen-Bilder als Interpretation der Werke Giovanni Bellinis. Weitere Werke entstanden nach Vorbildern von Lucas Cranach dem Älteren, Peter Paul Rubens und vor allem in der künstlerischen Auseinandersetzung mit Jacob van Ruisdael. Den Erneuerer der niederländischen Landschaftsmalerei hat er beginnend ab 2010 mit mehreren Bildern neu interpretiert. Auch mit Leonardo da Vinci und Vincent van Gogh hat er sich mehrfach beschäftigt.

## Auszeichnungen und Mitgliedschaften
Bernhard Sprute wurden unter anderem der Förderpreis des Westfälischen Kunstvereins, der Kulturpreis Bildende Kunst des Kreises Minden-Lübbecke sowie der Skulpturenpreis der Stadtwerke Minden überreicht. Den Skulpturenpreis teilte er mit Ulrich Kügler.
Sprute ist Mitglied im Bundesverband Bildender Künstlerinnen und Künstler (BBK), des Vereins für aktuelle Kunst im Kreis Minden-Lübbecke und des Westdeutschen Künstlerbundes in Bochum. Auch der Freien Künstlergemeinschaft Schanze in Münster gehörte er viele Jahre lang an.

## Werke (Auswahl)
Das Œuvre Bernhard Sprutes ist außerordentlich umfangreich und umfasst weit über 2000 Werke (Stand 2018). Der Künstler hat 2016 im Selbstverlag ein ziemlich umfassendes Werkverzeichnis seiner Gemälde und Zeichnungen publiziert. Die folgende Tabelle zeigt von Sprute unter freie Lizenz gestellte Werke, die einen repräsentativen Querschnitt durch sein Werk seit 1990 darstellen.
| Bild | Titel                                                    | Wann entstanden | Größe, Material                                                                      | Ausstellung/Sammlung/Besitzer                                                |
| ---- | -------------------------------------------------------- | --------------- | ------------------------------------------------------------------------------------ | ---------------------------------------------------------------------------- |
|      | Nach draußen                                             | 1990            | 140 × 140 cm, Öl, Dispersion, Beize, Lack auf Leinwand                               | Universitätsmedizin Mannheim, Mannheim                                       |
|      | Fülle (Obstschale und Pfau)                              | 1992            | 200 × 200 cm, Öl, Beize, Lack auf Leinwand                                           | Herz- und Diabeteszentrum Nordrhein-Westfalen (HDZ NRW), Bad Oeynhausen      |
|      | System (Am runden Tisch)                                 | 2000            | 120 × 200 cm, Öl, Dispersion, Beize auf Leinwand                                     | Institut Arbeit und Technik, Wissenschaftspark Gelsenkirchen, Gelsenkirchen  |
|      | Wolkenbild (Mustersucher)                                | 2005            | 120 × 200 cm, Öl, Dispersion, Beize auf Leinwand                                     | Radiologisches Versorgungszentrum (RVZ) Ostwestfalen, Minden                 |
|      | Viele Tiere (Mustersuchmaschine)                         | 2006            | 200 × 200 cm, Öl, Dispersion, Beize auf Leinwand                                     | Ronald McDonald Haus, Bad Oeynhausen                                         |
|      | Schlafende                                               | 2007            | 140 × 140 cm, Öl, Dispersion, Beize auf Leinwand                                     | Schlafmedizinisches Zentrum Minden, Minden                                   |
|      | Treffenbild (links und rechts)                           | 2009            | 140 × 140 cm, Öl, Dispersion, Beize auf Leinwand                                     | Bunse und Lüke Rechtsanwälte und Notare, Sammlung Manfred Lüke, Detmold      |
|      | In Höhe und Fülle (Bauklötze)                            | 2010            | 30 × 30 cm bis 90 × 90 cm, Öl, Dispersion, Beize auf Leinwand auf Holz, Installation | Herz- und Diabeteszentrum Nordrhein-Westfalen (HDZ NRW), Bad Oeynhausen      |
|      | Bienenbild                                               | 2010            | 60 × 90 cm, Öl, Dispersion, Beize / Karton auf Leinwand                              | Privatsammlung, Minden                                                       |
|      | Vogelporträt mit Zweig                                   | 2010            | 200 × 200 cm, Öl, Dispersion auf Leinwand                                            | Herz- und Diabeteszentrum Nordrhein-Westfalen (HDZ NRW), Bad Oeynhausen      |
|      | Pflanzen                                                 | 2012            | Bilderwand, 480 × 300 cm, Öl, Dispersion, Beize, Lack auf Leinwand                   | Herz- und Diabeteszentrum Nordrhein-Westfalen (HDZ NRW), Bad Oeynhausen      |
|      | Landschaft nach Ruisdael                                 | 2013            | 200 × 200 cm, Öl, Dispersion, Beize, Montagekleber, Finis auf Leinwand               | im Besitz des Künstlers                                                      |
|      | Bienenbild (grau)                                        | 2013            | 60 × 60 cm, Öl, Dispersion, Beize / Karton auf Leinwand                              | Sammlung Lothar Maier, Recklinghausen                                        |
|      | Schlafende Wespen                                        | 2013            | 100 × 100 cm, Öl auf Leinwand                                                        | im Besitz des Künstlers                                                      |
|      | Vogelbild (Wiedehopf)                                    | 2014            | 100 × 100 cm, Öl, Beize, Lack auf Fotoleinwand                                       | Institut Arbeit und Technik, Wissenschaftspark Gelsenkirchen, Gelsenkirchen  |
|      | Unruhige Tiere (grau)                                    | 2014            | 100 × 80 cm, Öl auf Leinwand                                                         | im Besitz des Künstlers                                                      |
|      | Die zwölf Geier (Geierbild)                              | 2015            | 200 × 200 cm, Öl, Dispersion, Beize, Montagekleber, Finis auf Leinwand               | im Besitz des Künstlers                                                      |
|      | Die sieben Raben (nach einem Märchen der Gebrüder Grimm) | 2016            | sieben Einzelbilder, je 40 × 30 cm, Öl, Dispersion, Beize auf Leinwand               | Deutsches Märchen- und Wesersagenmuseum/Stadt Bad Oeynhausen, Bad Oeynhausen |
|      | Vogelbild                                                | 2017            | 200 × 200 cm, Öl, Montagekleber, Firnis auf Leinwand                                 | im Besitz des Künstlers                                                      |
|      | Vogelgespräch (Was ist wahr?)                            | 2017            | 100 × 100 cm, Öl auf Leinwand                                                        | im Besitz des Künstlers                                                      |

### Weitere Werke
Zahlreiche Werke Bernhard Sprutes sind auch in seinem Wohnort Bad Oeynhausen zu finden. So hat die Stadt Bad Oeynhausen mehrere Bilder des Künstlers erworben, unter anderem für das Deutsche Märchen- und Wesersagenmuseum. Eine besondere Beziehung besteht zum Herz- und Diabeteszentrum Nordrhein-Westfalen (HDZ NRW), das über eine umfangreiche Kunstsammlung verfügt. Nach einer ersten Ausstellung 1993 folgten dort weitere in den Jahren 1999, 2010 und 2015, stets dokumentiert durch ein Katalogbuch (Eine große Fülle, Alles in allem, Kleinigkeiten, Anton Fuchs/Bernhard Sprute). 1993 entstand für das HDZ die fest installierte Würfelsäule Fülle, 2012 die 5 × 3 Meter große Wandbildinstallation Pflanzenfülle. In der Sammlung des Hauses befinden sich zudem weitere zehn, zum Teil großformatige Arbeiten Sprutes. Ansonsten befindet sich der Großteil der Werke Bernhard Sprutes in Privatbesitz, zahlreiche sind jedoch auch von öffentlichen Institutionen und Unternehmen angekauft worden. Die folgende Liste bietet eine Auswahl daraus:
- Flug, 1976, 63 × 45 cm, Siebdruck handkoloriert (Auflage 30), Kunstmuseum Celle
- Chamäleons, 1983, 126 × 119 cm, Linolschnitt aus sechs Teilen, Kunsthalle Recklinghausen
- Dahinter Dornröschen, 1985, 250 × 300 cm, Theater im Park, Bad Oeynhausen
- An Blumen denken, 1986, 120 × 120 cm, Landesmuseum Hannover
- Pferdejagd, 1986, 90 × 90 cm, Landesmuseum Hannover
- Nachtbild (Pflanzen), 1987, 120 × 120 cm, Landesmuseum Hannover
- Weißer Kopf, 1988, 90 × 90 cm, Landesmuseum Hannover
- Roter Kopf, 1989, 90 × 90 cm, Sammlung der Stadt Tuttlingen
- Schwanensturz, 1990, 120 × 120 cm, Stadtsparkasse Bad Oeynhausen
- Nachtwanderer, 1990, 140 × 140 cm, Artemed-Fachklinik, Bad Oeynhausen
- Veneziarot, 1990/1991, 140 × 140 cm, Herz- und Diabeteszentrum NRW, Bad Oeynhausen
- Fülle (Luft, Erde, Wasser), 1993, 42 × 29,5 cm, Stadt Löhne
- Fülle – Sprute-Säule, 1993, Installation, sechsteilig, 300 × 50 × 50 cm, Herz- und Diabeteszentrum NRW, Bad Oeynhausen
- Rotkäppchens Käppchen, 1993, 129 × 72  × 1,5 cm, Deutsches Märchen- und Wesersagenmuseum/Stadt Bad Oeynhausen, Bad Oeynhausen

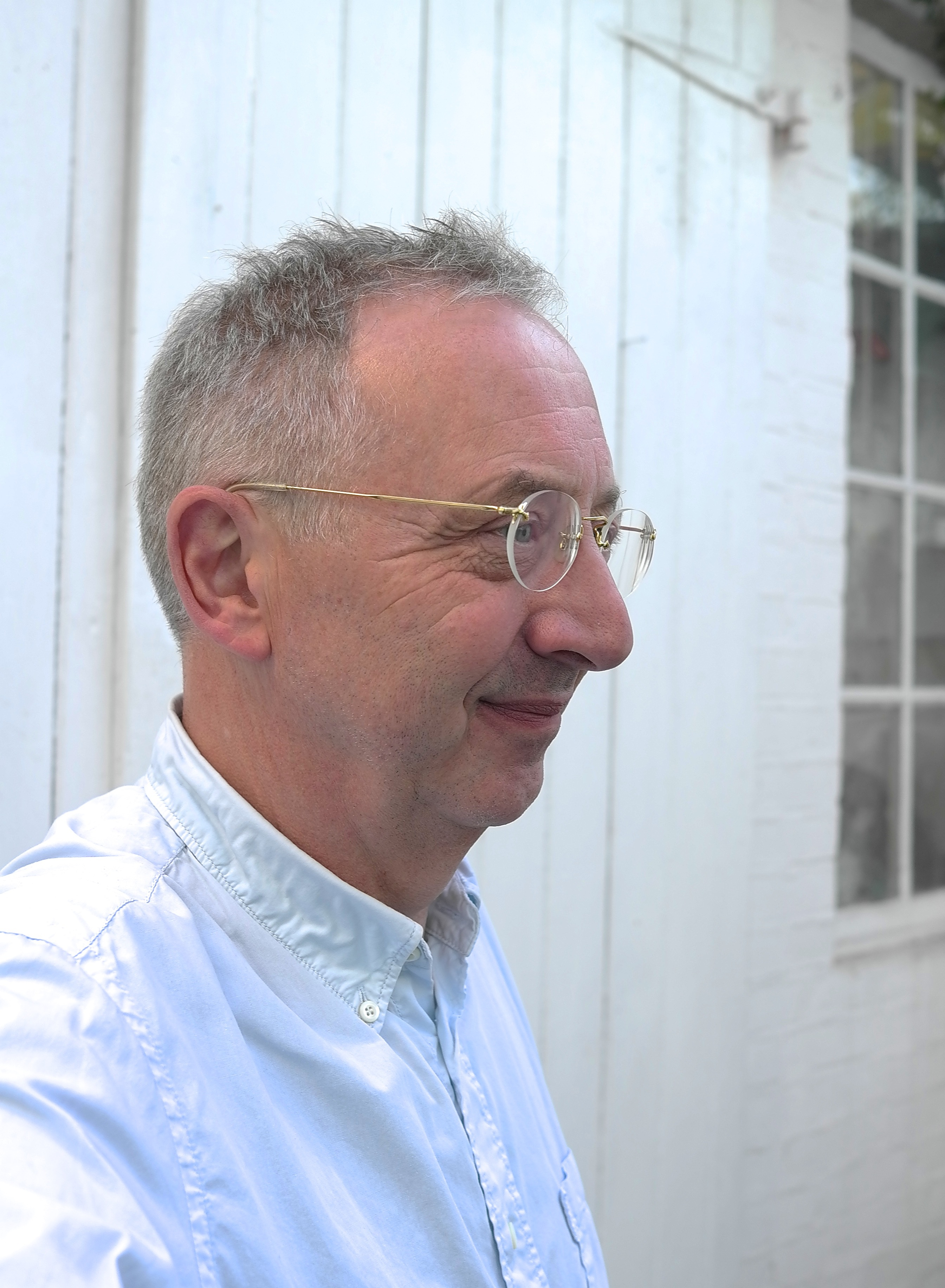
Fotografisches Selbstporträt (2015).

- Fülle (Kinderporträt Rosina und Rosanne), 1994, vier Bilder je 50 × 40 cm, Stadt Rheda-Wiedenbrück
- Zwei Pferdeporträts (nach Peter Paul Rubens), 1994, je 50 × 40 cm, Siegerlandmuseum, Siegen
- Doppelbild Wandgespräch (Schmetterling), 1995, 200 × 240 cm, Deutsches Märchen- und Wesersagenmuseum/Stadt Bad Oeynhausen, Bad Oeynhausen
- Fest der Götter, 1995, 100 × 200 cm, Stadtsparkasse Bad Oeynhausen
- Weißer Kopf (Doppelbild), 1997/1998, 200 × 100 cm, Theater im Park, Bad Oeynhausen
- Vasendoppel (Drinnen und draußen), 1999, je 110 × 80 cm, Deutsches Märchen- und Wesersagenmuseum/Stadt Bad Oeynhausen, Bad Oeynhausen
- Blütenfragment (alles in allem), 1999, ca. 60 × 55 cm, Theater im Park, Bad Oeynhausen
- Wunderblume, 1999, ca. 100 × 100 × 1,5 cm, Deutsches Märchen- und Wesersagenmuseum/Stadt Bad Oeynhausen, Bad Oeynhausen
- Venedig I, 2000, 100 × 100 cm, Artemed-Fachklinik, Bad Oeynhausen
- Venedig II, 2000, 100 × 100 cm, Artemed-Fachklinik, Bad Oeynhausen
- System, 2000, zwei Bilder dieses Titels, je 120 × 200 cm, Artemed-Fachklinik, Bad Oeynhausen
- System, 2001, zwei Bilder dieses Titels, je 120 × 200 cm, Artemed-Fachklinik, Bad Oeynhausen
- Alles in allem, 2001, 40 × 29,5 cm, Stadt Rheda-Wiedenbrück
- Grundtöne (Christian Grabbe), 2001, acht Arbeiten je 50 × 40 cm, Stadt Detmold
- Arbeiterin (Gelbe Biene), 2002, 50 × 40 cm, Stadt Rheda-Wiedenbrück
- Roter Fisch, 2002, 100 × 100 cm, Museo de Artes Visuales, Buenos Aires
- Käfer usw., 2005, 70 × 70 cm, Ronald McDonald Haus, Bad Oeynhausen
- Treffenbild – Hellblau trifft Madonna  mit Kind, Biene und Zweig, 2007, 80 × 60 cm, Herz- und Diabeteszentrum NRW, Bad Oeynhausen
- Treffenbild – Rosa mit Rot trifft Adam und Eva mit Hirsch und Hirschkuh, 2007, 80 × 60 cm, Herz- und Diabeteszentrum NRW, Bad Oeynhausen
- Schlafende (nach Cranach), 2008, 40 × 30 cm, Schlafmedizinisches Zentrum Minden, Minden
- Chrysantheme schläft, 2008, 60 × 90 cm, Schlafmedizinisches Zentrum Minden, Minden
- Tulpe schläft, 2008, 60 × 90 cm, Schlafmedizinisches Zentrum Minden, Minden
- Schlafbild (Hypnos), 2008, 70 × 100 cm, Moorland-Klinik, Bad Senkelteich
- Vogelporträt mit Käfer, 2010, 100 × 100 cm, Institut für Arbeit und Technik im Wissenschaftspark Gelsenkirchen
- Der Vogel mit dem goldenen Zweig, 2015, 200 × 200 cm, Deutsches Märchen- und Wesersagenmuseum/Stadt Bad Oeynhausen, Bad Oeynhausen
- Fischwiese, 2015, Skulpturen-Installation, Skulpturen-Wettbewerb während des LandArt-Festivals am Schloss Benkhausen

### Zusammenstellungen seiner Werke (Auswahl)
- Zeichnungen. Galerie Goeken, Münster 1975.
- Zufallsarbeiten. Detmold 1976–78.
- Schautafeln – Arbeiten auf Papier, Tücher, Schnittbogen / Handarbeitsbogen, Photos. Kunstverein Freiburg 1978.
- Sprute Schautafeln. Detmold 1978.
- Assoziative Photos. Bad Oeynhausen 1982.
- Schautafeln – Malerei, Zeichnung, Photos. Kunstverein Unna 1982.
- Nacht und Tag – Malerei und Zeichnung. Galerie pro arte, Freiburg 1987.
- Drinnen und Draußen. Galerie Tantius, Lübbecke 1990.
- Kügler/Sprute – Bereitschaft zur Annäherung, Bilder, Objekte, Installationen. Bad Oeynhausen 1993 ff.
- Eine große Fülle – Bilder. Kerber, Bielefeld 1995.
- Alles in Allem – Malerei. S. Rehberg, Lemgo 1999.
- Mustersucher – Malerei. Kunstforum Stadtwerke Düsseldorf, Düsseldorf 2008.
- Kleinigkeiten – Malerei. HBZ NRW Universitätsklinik Bochum, Bielefeld 2009.
- Anton Fuchs & Bernhard Sprute. HDZ NRW, Bad Oeynhausen, Bad Oeynhausen 2015.
- Alles in Allem – Malerei und Zeichnung 2016–1974. Selbstverlag Bernhard Sprute, Bad Oeynhausen 2016.
- Tier, Pflanze, Mensch. Selbstverlag Bernhard Sprute, Bad Oeynhausen 2016.

## Ausstellungen (Auswahl)

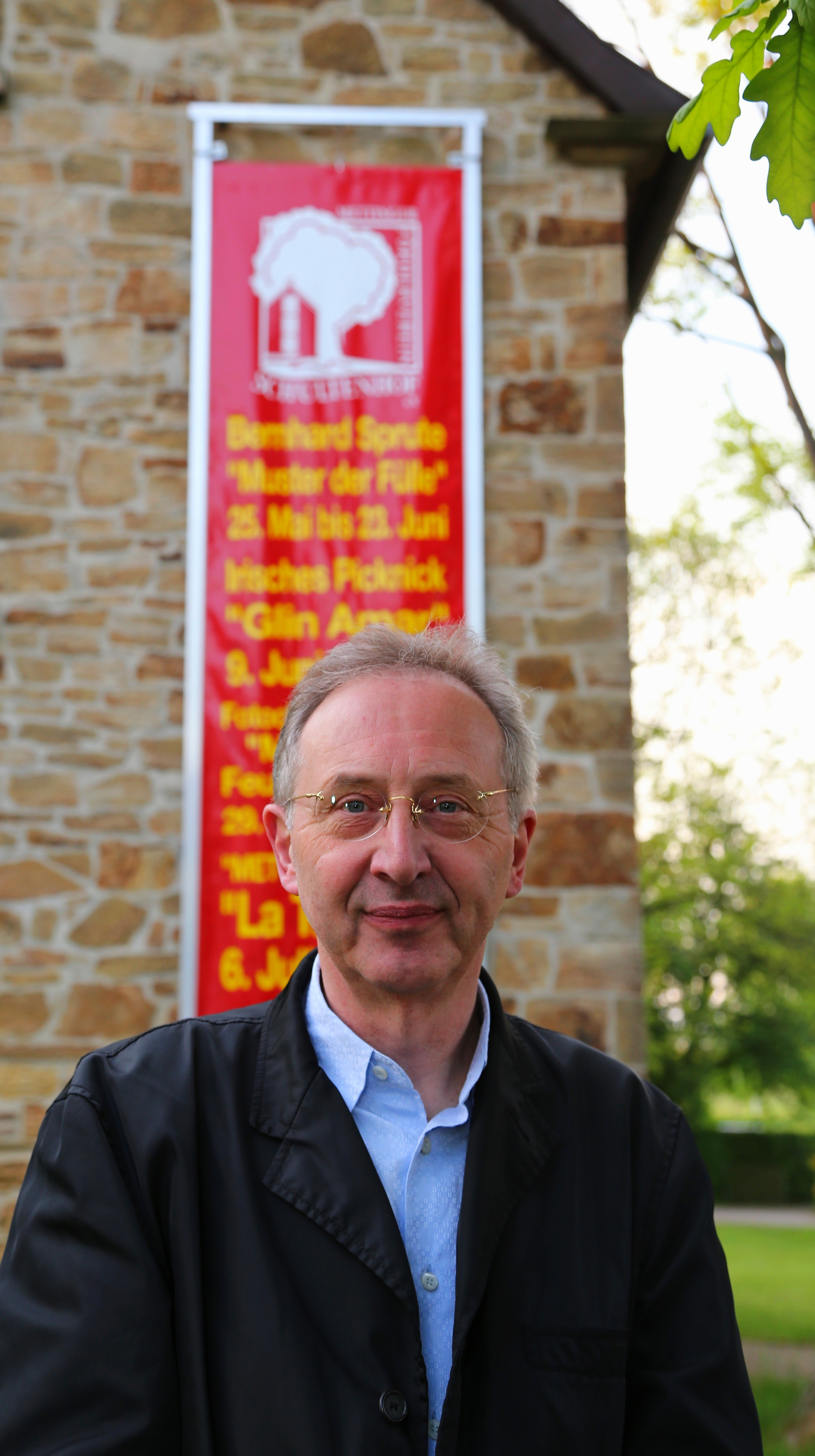
Bernhard Sprute vor dem Banner mit der Ausstellungsankündigung Muster der Fülle 2013 im Kunstspeicher Mettingen

Bernhard Sprute beteiligt sich seit Mitte der 1970er Jahre rege an Kunstausstellungen im In- und Ausland. Bislang (Stand 2018) sind seine Werke in rund 450 Einzel- und Gruppenausstellungen zu sehen gewesen.
- 1976: Emschertal-Museum, Herne: Bild und Begriff (mit Rolf Nickel)
- 1978: Kunstverein Freiburg im Breisgau: Turnus
- 1979: Kunstverein Rastatt: Begriffsanalysen – Begriffsentwicklungen (E[9])
- 1981: Kunstverein Unna: Die 26 Buchstaben des Alphabets (E)
- 1985: Galerie Keim, Stuttgart: Assoziative Bilder (E)
- 1986: Galerie am Savignypiatz, Berlin: Tag- und Nachtbilder (E)
- 1988: Kunsthaus der Stadt Sofia: Aus Ateliers der Bundesrepublik Deutschland
- 1989: Galerie pro arte, Freiburg im Breisgau: Natur (E)
- 1990/1995: Galerie Tantius, Lübbecke: An Blumen denken, Doppelbilder – Eine große Fülle (E)
- 1991: Galerie arte coppo, Verviers: paradisiaque (E)
- 1992: Städtische Galerie, Kunstkreis Tuttlingen: natura naturans (E)
- 1992: Lippische Gesellschaft für Kunst, Detmold: Fülle (E)
- 1993: Galeria 0-Tres, Las Palmas: La exuberancia en la naturaleza (E)
- 1993/1999/2010: Kunstforum HDZ NRW, Bad Oeynhausen: Hülle und Fülle, Alles in Allem, Kleinigkeiten (E)
- 1996: Siegerlandmuseum, Siegen: Bereitschaft zur Annäherung (mit Ulrich Kügler)
- 1997: Kulturgeschichtliches Museum Osnabrück: Bereitschaft zur Annäherung (mit Ulrich Kügler)
- 1998: Galerie im WDR-Landesstudio Bielefeld: Ziege, Fisch usw. – auch Amatheia (mit Maike Hölscher)
- 2002: Kunstverein Lübbecke: Bienen, Ziegen, Fische (E)
- 2003: Kunstverein Rinteln/Museum Eulenburg, Rinteln: Ziegengelb, Fischgrün, Bienenblau (E)
- 2003: Flottmann-Hallen, Herne: In Figura
- 2004: Kulturpalast Inowrocław: Plastyka
- 2005: Villa Marta, Herford: Mustersuchmaschine (E)
- 2006: Nationales Mikalojus-Konstantinas-Čiurlionis-Kunstmuseum, Kaunas: Unsupportable Reality
- 2007: Galerie der Stadt Inowrocław: Madonnen und unruhige Tiere (E)
- 2007: Kopfermann-Fuhrmann-Stiftung, Düsseldorf: Vogel auf dem Kopf (E)
- 2008: Orangerie Rheda, Rheda-Wiedenbrück: Portrait – Acht zeitgenössische Positionen
- 2008: Kunstforum Stadtwerke Düsseldorf AG: Mustersucher (E)
- 2010: Orangerie Rheda, Rheda Wiedenbrück: Detail und Ganzheit (E)
- 2012: Städtische Galerie Petershagen: Tier, Pflanze, Mensch (mit Wolfgang Brenner)
- 2012: Galerie im Forum, Leverkusen: Künstler entdecken Europa
- 2013: Kulturräume Universitätsmedizin Mannheim: Pflanzen, Tiere, Menschen (E)
- 2013: Kunstspeicher Mettingen: Muster der Fülle (E)
- 2014: Berlin Capital Club, Berlin: Pflanzen (E)
- 2015: Museum am Schölerberg, Osnabrück: Spinnen sind schön (E)
- 2015: Galerie Kunst & Leben, Bielefeld: Erlebnisräume (E)
- 2016: The Crypt Gallery, St Pancras Church, London: 100 x Madonna
- 2016: Galerie Gut Geissel, Langenberg:  Sommer Edition
- 2017: Art Pavilion, Mile End Park, London: Traditions
- 2017: IAT im Wissenschaftspark Gelsenkirchen: System – Tier Pflanze Mensch (E)
- 2017: Evangelische Akademie Villigst, Schwerte: Landschaft
- 2018: Müller-Held-Kunst, Bad Oeynhausen: Mit Flügeln (E)